# NGC 6895
NGC 6895 is een niet-bestaand object in het sterrenbeeld Zwaan. Het hemelobject werd op 30 september 1790 ontdekt door de Duits-Britse astronoom William Herschel.